# مهدی ببری
مهدی ببری (زادهٔ ۶ آبان ۱۳۷۷ در تبریز)، بازیکن فوتبال است که در پست مهاجم برای باشگاه پنجشیر تاجیکستان بازی می‌کند.